# 卡洛斯·威尔松·卡西科特·霍查
卡洛斯·威尔松·卡西科特·达·霍查（Carlos Wilson Cachicote da Rocha，1989年1月5日—），通常称谓为 鲁迪（Rudy），是一名以葡萄牙语为母语，拥有葡萄牙、安哥拉和圣多美和普林西比三国国籍的足球运动员。 

## 个人经历
鲁迪生于葡萄牙首都里斯本的卫星城市奥埃拉什，他的母亲是安哥拉人，而父亲是圣多美和普林西比人。鲁迪曾长期在葡萄牙低级别联赛踢球，直至2011年，他来到比利时，加入布鲁日KSV队。在比利时的两个赛季，鲁迪66次联赛出场，射入16球。
2013-2014赛季，鲁迪以自由转会的方式加入了拉科鲁尼亚队，与球队签约两年。期间，他还曾租借至葡萄牙队，5次出场没有进球。2014年8月，鲁迪与拉科鲁尼亚解约，以自由身加入了希超联赛克桑西（Xanthi FC）队。
因拥有三国国籍，鲁迪于2014年最终选择为母亲的祖国安哥拉效力。2014年5月，鲁迪首次获得安哥拉国家足球队的征召。